# Volkensiella procumbens
Volkensiella procumbens är en flockblommig växtart som beskrevs av H.Wolff. Volkensiella procumbens ingår i släktet Volkensiella och familjen flockblommiga växter. Inga underarter finns listade i Catalogue of Life.